# Pasekjaure
Pasekjaure är en sjö i Arjeplogs kommun i Lappland och ingår i Piteälvens huvudavrinningsområde. Sjön har en area på 0,103 kvadratkilometer och ligger 471,1 meter över havet.

## Delavrinningsområde
Pasekjaure ingår i det delavrinningsområde (740135-157442) som SMHI kallar för Mynnar i Tjeggelvas. Medelhöjden är 615 meter över havet och ytan är 26,68 kvadratkilometer. Det finns inga avrinningsområden uppströms utan avrinningsområdet är högsta punkten. Vattendraget som avvattnar avrinningsområdet har biflödesordning 2, vilket innebär att vattnet flödar genom totalt 2 vattendrag innan det når havet efter 283 kilometer. Avrinningsområdet består mestadels av skog (75 procent) och kalfjäll (17 procent). Avrinningsområdet har 0,83 kvadratkilometer vattenytor vilket ger det en sjöprocent på 3,1 procent.